# Neteka
Neteka falu Horvátországban Zára megyében. Közigazgatásilag Gračachoz tartozik.

## Fekvése
Zárától légvonalban 76, közúton 103 km-re, községközpontjától légvonalban 23, közúton 39 km-re északkeletre, Lika déli részén, a bosnyák határ mellett fekszik. Rajta halad át a Kninről Bihácsra menő főút.

## Története
A török korban pravoszláv lakossággal telepített likai falvak közé tartozik. A településnek 1857-ben 294, 1910-ben 388 lakosa volt. Az első világháború után előbb a Szerb-Horvát-Szlovén Királyság, majd Jugoszlávia része lett. 1991-ben már a falu csaknem teljes lakossága szerb nemzetiségű volt. Lakói még ez évben csatlakoztak a Krajinai Szerb Köztársasághoz. A horvát hadsereg 1995 augusztusában a Vihar hadművelet során foglalta vissza a települést. Szerb lakói elmenekültek. A településnek 2011-ben 87 lakosa volt.

## Lakosság
| Lakosság változása | Lakosság változása | Lakosság változása | Lakosság változása | Lakosság változása | Lakosság változása | Lakosság változása | Lakosság változása | Lakosság változása | Lakosság változása | Lakosság változása | Lakosság változása | Lakosság változása | Lakosság változása | Lakosság változása | Lakosság változása |
| ------------------ | ------------------ | ------------------ | ------------------ | ------------------ | ------------------ | ------------------ | ------------------ | ------------------ | ------------------ | ------------------ | ------------------ | ------------------ | ------------------ | ------------------ | ------------------ |
| 1857               | 1869               | 1880               | 1890               | 1900               | 1910               | 1921               | 1931               | 1948               | 1953               | 1961               | 1971               | 1981               | 1991               | 2001               | 2011               |
| 294                | 413                | 381                | 309                | 381                | 388                | 391                | 352                | 240                | 250                | 247                | 231                | 206                | 237                | 57                 | 87                 |

## Nevezetességei
- Crkvina nevű határrészén ókori régészeti lelőhely van.
- A Bujić kuk nevű magaslaton ókori eredetű középkori várromok találhatók.
- Középkori régészeti lelőhely a falu temetőjében